# Simonswolde
Simonswolde is een dorp in de Duitse deelstaat Nedersaksen. Bestuurlijk maakt het deel uit van de gemeente Ihlow, gelegen in de Landkreis Aurich in Oost-Friesland.
Simonswolde ligt ten oosten van Riepe, dat via afrit 6 met de Autobahn A 31 is verbonden.
Simonswolde ligt op de geestrug die door het midden van Oost-Friesland loopt. Oorspronkelijk lag het dorp een kilometer verder naar het zuidwesten, maar de Sint-Luciavloed van 1287 dreef de bewoners naar de zandrug. Middelpunt van het dorp is de kerk uit de dertiende eeuw.

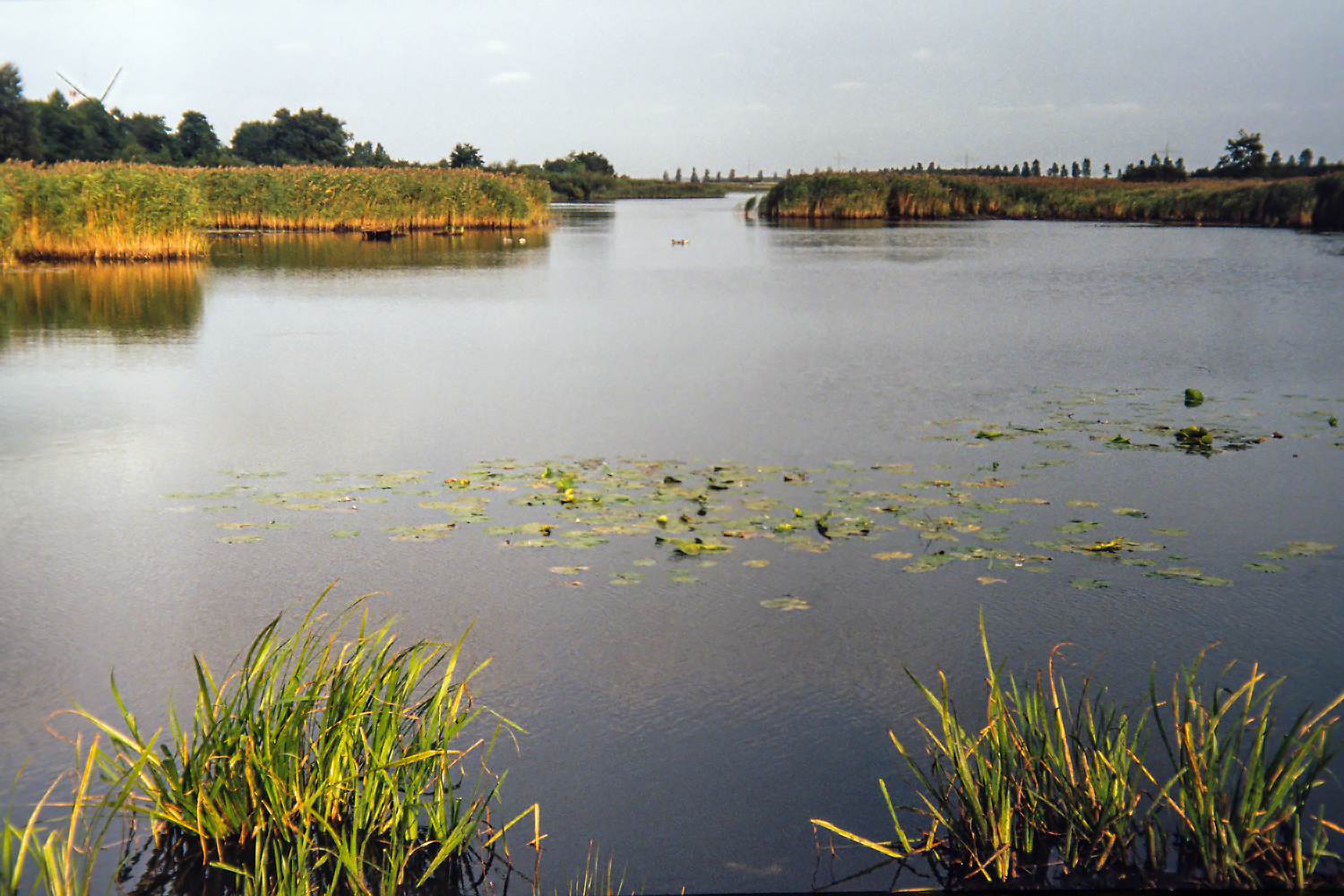
Het Sandwater (foto uit 1982)

Direct ten zuidoosten van Simonswolde ligt het ruim 22 hectare grote natuurreservaat Sandwater, voornamelijk bestaande uit het meer van die naam. Vanwege de kwetsbaarheid van de natuur in het gebied is het slechts beperkt toegankelijk, uitgezonderd in strenge winters; dan wordt er op het ondiepe, dan dichtgevroren meer veel geschaatst.
- Virtual International Authority File: 234772356